# سكرابز (مسلسل)
سكرابز (بالإنجليزية: Scrubs) هو مسلسل تلفزيوني كوميدي أمريكي، إعداد بيل لورنس، بدأ عرضه في 2 أكتوبر، 2001، وأستمر لتسعة مواسم حتى 17 مارس، 2010. عرض على قناة هيئة الإذاعة الوطنية ثم انتقل إلى قناة هيئة الإذاعة الأمريكية خلال الموسمين الأخيرين من المسلسل. يُتابع المسلسل مجموعة من الأطباء والموظفين في مستشفى القلب المقدس.

## الممثلين والشخصيات
- زاك براف؛ بدور جون مايكل "جاي. دي." دوريان (موسم 1-9)، دكتور مقيم شاب، يعمل في مستشفى القلي المقدس.
- ساره تشالك؛ بدور إليوت ريد (موسم 1-8، متكررة موسم 9)، دكتورة مقيمة في مستشفى القلب المقدس، تصبح على علاقة بـ«جاي. دي.» تنتهي بزواجهما في النهاية.
- دونالد فيزن؛ بدور كريستفر تورك (موسم 1-9)، طبيب جراح وصديق جون المقرب.
- نيل فلين؛ بدور «المنظف»، عامل نظافة في مستشفى القلب المقدس.
- كين جنكنز؛ بدور بوب كيلسو، (موسم 1-8، متكرر موسم 9)، رئيس أطباء مستشفى القلب المقدس.
- جون سي. ماكغينيلي؛ بدور بيري كوكس
- جودي رييس؛ بدور كارلا إسبينوزا، ممرضة تعمل في مستشفى القلب المقدس، وحبيبة كريستفر.
- إليزا كوبيه؛ بدور دينيس ماهوني
- كيري بيشاي؛ بدور لوسي بينيت
- مايكل كوزلي؛ بدور درو سافن
- ديف فرانكو؛ بدور كول آرونسون

## الحلقات

### نظرة عامة
| الموسم | الموسم | الحلقات | تاريخ البثّ الأصلي | تاريخ البثّ الأصلي | تاريخ البثّ الأصلي      | تصنيف نيلسن              | تصنيف نيلسن |
| الموسم | الموسم | الحلقات | أول بثّ            | آخر بثّ            | القناة                 | عدد المشاهدين (بالمليون) | المرتبة     |
| ------ | ------ | ------- | ----------------- | ----------------- | ---------------------- | ------------------------ | ----------- |
|        | 1      | 24      | 2 أكتوبر، 2001    | 21 مايو، 2002     | هيئة الإذاعة الوطنية   | 11.20                    | #38         |
|        | 2      | 22      | 26 سبتمبر 2002    | 17 أبريل 2003     | هيئة الإذاعة الوطنية   | 15.94                    | #14         |
|        | 3      | 22      | 2 أكتوبر 2003     | 4 مايو 2004       | هيئة الإذاعة الوطنية   | 10.41                    | #43         |
|        | 4      | 25      | 31 أغسطس 2004     | 10 مايو 2005      | هيئة الإذاعة الوطنية   | 6.90                     | #88         |
|        | 5      | 24      | 3 يناير 2006      | 16 مايو 2006      | هيئة الإذاعة الوطنية   | 6.40                     | #98         |
|        | 6      | 22      | 30 نوفمبر 2006    | 17 مايو 2007      | هيئة الإذاعة الوطنية   | 6.41                     | #87         |
|        | 7      | 11      | 25 أكتوبر 2007    | 8 مايو 2008       | هيئة الإذاعة الوطنية   | 6.38                     | #115        |
|        | 8      | 19      | 6 يناير 2009      | 6 مايو 2009       | هيئة الإذاعة الأمريكية | 5.54                     | #106        |
|        | 9      | 13      | 1 ديسمبر 2009     | 17 مارس 2010      | هيئة الإذاعة الأمريكية | 3.79                     | #116        |

## الجوائز والترشيحات
رشح المسلسل لستة وثمانون جائزة وفائز بخمسة عشرة، حيث رشح سبعة عشرة مرة لجوائز الإيمي برايم تايم وفاز بإثنين،

## وصلات خارجية
- الموقع الرسمي
- سكرابز على موقع IMDb (الإنجليزية)
- سكرابز على موقع ميتاكريتيك (الإنجليزية)
- سكرابز على موقع الموسوعة البريطانية (الإنجليزية)
- سكرابز على موقع روتن توميتوز (الإنجليزية)
- سكرابز على موقع نتفليكس (الإنجليزية)
- سكرابز على موقع أول موفي (الإنجليزية)
- سكرابز على موقع فيلمافينيتي (الإسبانية)
- سكرابز على موقع كينوبويسك (الروسية)
- سكرابز على موقع ألو سيني (الفرنسية)
- سكرابز على موقع قاعدة بيانات الفيلم (الإنجليزية)